# ダミアン・ヤクビク
ダミアン・ヤクビク（Damian Jakubik 、1990年3月25日 - ）は、ポーランド・オトヴォツク出身のサッカー選手。Iリガ・ポゴニ・シェドルツェ所属。ポジションは、ディフェンダー（右サイドバック）。

## タイトル
ラドミアク・ラドム
- Iリガ: 2020-21[8]
- IIリガ: 2018-19[9]